# RTorrent
rTorrent est un client BitTorrent en ligne de commande, dont l'interface est construite avec la bibliothèque ncurses. Il est écrit avec le langage C++, et basé sur la bibliothèque libTorrent pour UNIX (il ne s'agit pas de la bibliothèque libtorrent développée par Arvid Norberg).

## Détails techniques
Cette bibliothèque se différencie des autres du même type en transférant les données directement entre les blocs de la mémoire principale, chargés par la fonction mmap() et la pile réseau. Sur des connexions avec une bande passante élevée, cela est censé permettre un transfert de données aussi rapide qu'avec le client BitTorrent officiel.
Les paquets rTorrent sont disponibles pour plusieurs distributions Linux et systèmes de type Unix. Il est également possible de le compiler sur n'importe quel système d'exploitation compatible POSIX, comme FreeBSD.
rTorrent utilise la bibliothèque ncurses et est adapté pour être utilisé avec des outils comme screen ou dtach. Il supporte la sauvegarde des sessions et permet à l'utilisateur d'ajouter ou supprimer des fichiers torrents. Il supporte également le téléchargement partiel des torrents multi-fichiers. À partir de la version 0.7.0 de rTorrent, le support du protocole de chiffrement BitTorrent a été ajouté. Le support de Peer Exchange (PEX), DHT et du Super-seeding ont été récemment implémentés dans rTorrent.
rTorrent peut être contrôlé en utilisant XML-RPC à travers SCGI.

## Intérêt par rapport à un client proposant une interface graphique classique
De par sa nature, rTorrent peut être lancé et utilisé intégralement à partir d'un terminal. On peut donc très facilement l'utiliser à distance, par exemple à travers une session telnet ou SSH. La meilleure solution est de le lancer sous un multiplexeur de terminal comme screen, ce qui permet de détacher le processus de rTorrent et de fermer la connexion à distance sans arrêter l'activité de rTorrent. Cela permet par exemple de lancer des téléchargements BitTorrent sur son ordinateur à la maison depuis son ordinateur du bureau où les activités Peer To Peer sont interdites.
L'interface de rTorrent est très légère et ne surcharge pas l'activité du processeur contrairement à certains clients BitTorrent lourds comme Vuze par exemple. Bien qu'en mode texte, l'interface reste très intuitive et facile à prendre en main. Un simple fichier texte .rtorrent.rc (placé dans le répertoire personnel de l'utilisateur) permet de configurer tous les paramètres du client : taux de download/upload, nombre de connexions autorisées en upload, etc. L'option "schedule" offre la possibilité de définir un répertoire à faire surveiller par rtorrent ("watch_directory"). Dès que l'utilisateur copiera un fichier torrent dans ce répertoire, le téléchargement correspondant démarrera automatiquement.